# Zach Galligan
Zachary Wolfe Galligan (New York, 14 februari 1964) is een Amerikaans acteur. Hij debuteerde in 1984 op het witte doek als hoofdpersonage Billy Peltzer in Gremlins. Sindsdien speelde hij in meer dan dertig films, waaronder vervolg Gremlins 2: The New Batch en de eveneens komisch bedoelde horrorfilms Waxwork en Waxwork II: Lost in Time.
Galligans acteercarrière is voornamelijk gebaseerd op filmrollen. Hij speelt in zowel romantische komedies als in actie-, sciencefiction- en horrorfilms. Zijn televisiewerk bestaat uit een handvol televisiefilms en eenmalige gastrollen in onder meer Melrose Place, Tales from the Crypt, Dr. Quinn, Medicine Woman (1997), Star Trek: Voyager (1998), 7th Heaven (2001) en Law & Order: Criminal Intent (2003).
Galligan is het tweede van de vier kinderen van advocaat Arthur en psychologe Carol Galligan. Zij gingen uit elkaar toen hij drie jaar oud was. Galligan zelf trouwde in 2005 met Ling Ingerick.

## Filmografie
*Exclusief televisiefilms
| - The Pack (2009) - Jewslim (2008) - Let Them Chirp Awhile (2007) - Legion of the Dead (2005) - Infested (2002) - What They Wanted, What They Got (2001) - Point Doom (2001) - Gabriela (2001) - The Tomorrow Man (2001) - G-Men from Hell (2000) - Raw Nerve (2000) - Little Insects (2000, stem) - The Storytellers (1999) - Storm Trooper (1998) - The First to Go (1997) - Prince Valiant (1997) - Cupid (1997) | - Cyborg 3: The Recycler (1994) - Ice (1994) - Caroline at Midnight (1994) - All Tied Up (1993) - Warlock: The Armageddon (1993) - Round Trip to Heaven (1992) - Psychic (1992) - Waxwork II: Lost in Time (1992) - Zandalee (1991) - Gremlins 2: The New Batch (1990) - Mortal Passions (1989) - Rising Storm (1989) - Waxwork (1988) - Surviving (1985, televisiefilm) - Nothing Lasts Forever (1984) - Gremlins (1984) |

- Bibsys: 98055635
- Biblioteca Nacional de España: XX1276564
- Bibliothèque nationale de France: cb14033225z (data)
- Catàleg d'autoritats de noms i títols de Catalunya: 981058527239906706
- Gemeinsame Normdatei: 1059267837
- International Standard Name Identifier: 0000 0000 6301 2464
- Library of Congress Control Number: n83130472
- Nationale bibliotheek van Australië: 35331413
- Nationale Bibliotheek van Israël: 987007417820005171
- Nationale Bibliotheek van Polen: a0000001613310
- Nederlandse Thesaurus van Auteursnamen: 073888214
- SNAC: w6vr6299
- Système universitaire de documentation: 070591512
- Trove: 914448
- Virtual International Authority File: 2670732
- WorldCat: E39PBJkMFxKkQYjfRmYQ7x6Yfq